# 2010年亚洲残疾人运动会马来西亚代表团
2010年亚洲残疾人运动会马来西亚代表团共派出114名运动员参赛，其中男运动员95名，女运动员19名。
奖牌榜：
| 名次 | 代表团   | 金牌 | 银牌 | 铜牌 | 总数 |
| ---- | -------- | ---- | ---- | ---- | ---- |
| 6    | 马来西亚 | 9    | 13   | 23   | 45   |

## 奖牌获得者

### 金牌
1. 马来西亚：保龄球 - 双人赛TPB2+TPB2
2. 马来西亚：保龄球 - 双人赛TPB9+TPB9
3. 穆赫德·希萨姆·海罗尼：田径 - 男子200米 - T12
4. 优素普·德瓦：游泳 - 男子100米自由泳 - S6
5. 弗赖登·达万：游泳 - 男子400米自由泳 - S10
6. 祖尔·阿米尔·西迪·阿卜杜拉：游泳 - 男子50米仰泳 - S5
7. 纳比拉·艾哈迈德·谢里夫：羽毛球 - 女子单打站立二级
8. 谢利豪：羽毛球 - 男子单打站立五级
9. 马来西亚：羽毛球 - 男子双打站立4/5级

### 银牌
1. 苏俊雄：保龄球 - 单人赛TPB3
2. 王基顺：保龄球 - 单人赛TPB9
3. 萧丽珍：举重 - 女子60公斤级
4. 谢丽法·劳扎·赛义德·阿基勒：举重 - 女子82.50公斤级
5. 穆赫德·希萨姆·海罗尼：田径 - 男子100米 - T12
6. 赫玛拉·黛维·埃尼·库蒂：田径 - 女子铁饼 - F12
7. 马来西亚：田径 - 男子4x100米接力 - T35-38
8. 贾梅里·西加：游泳 - 男子50米自由泳 - S5
9. 贾梅里·西加：游泳 - 男子200米自由泳 - S5
10. 拉扎克·坦比：游泳 - 男子400米自由泳 - S10
11. 贾梅里·西加：游泳 - 男子50米蝶泳 - S5
12. 朱利叶斯·贾兰丁：游泳 - 男子100米蛙泳 - SB13
13. 马兹兰·赛邦：羽毛球 - 男子单打轮椅三级

### 铜牌
1. 朱锦振：保龄球 - 单人赛TPB2
2. 穆罕默德·苏海利·哈米德：保龄球 - 单人赛TPB3
3. 温维萍：保龄球 - 单人赛TPB10
4. 法蒂玛·瓦吉明：举重 - 女子67.50公斤级
5. 马里亚潘·M.·佩鲁马尔：举重 - 男子75公斤级
6. 穆赫德·扎姆林·卡西姆：轮椅击剑 - 男子个人佩剑A级
7. 马来西亚：乒乓球 - 男子团体TT9-10
8. 马来西亚：射箭 - 男子团体反曲弓公开级
9. 努尔夏兹瓦妮·阿卜杜拉：田径 - 女子100米 - T38
10. 努尔夏兹瓦妮·阿卜杜拉：田径 - 女子200米 - T38
11. 李胜洲：田径 - 男子铅球 - F12
12. 赫玛拉·黛维·埃尼·库蒂：田径 - 女子铅球 - F12
13. 艾哈迈德·拉菲·阿里芬：田径 - 男子1500米 - T46
14. 罗静秋：田径 - 女子铁饼 - F54/55/56
15. 拉扎克·坦比：游泳 - 男子50米自由泳 - S10
16. 贾梅里·西加：游泳 - 男子100米自由泳 - S5
17. 弗赖登·达万：游泳 - 男子100米蝶泳 - S10
18. 拉扎克·坦比：游泳 - 男子100米蛙泳 - SB9
19. 贾梅里·西加：游泳 - 男子50米仰泳 - S5
20. 黎良园：游泳 - 男子单打站立二级
21. 巴克里·奥马尔：羽毛球 - 男子单打站立三级
22. 拉迪·朱哈里：羽毛球 - 男子单打站立一级
23. 马来西亚：羽毛球 - 男子双打站立1/2/3级